# Taniela Tupou
Taniela Tupou (* 10. Mai 1996 in Vaini, Tonga) ist ein australischer Rugby-Union-Spieler tongaischer Herkunft. Er spielt auf der Position des Pfeilers für das australische Franchise Queensland Reds und die australische Nationalmannschaft.

## Biografie

### Vereinskarriere
2010 verließ Tupou sein Heimatland und zog nach Neuseeland, um am Sacred Heart College in Auckland zu studieren. Im Alter von 18 Jahren erlangte er als „Tongan Thor“ Bekanntheit, als YouTube-Videos seiner beeindruckenden Auftritte mit dem Schul-Rugbyteam um die Welt gingen. Daraufhin umwarben ihn zahlreiche neuseeländische, australische und europäische Teams, die ihn als Profi unter Vertrag nehmen wollten. Nach einigen Monaten Bedenkzeit entschied er sich für Australien, da dort ein Teil seiner Verwandtschaft lebt, und unterschrieb im September 2014 einen zweijährigen Nachwuchsvertrag bei den Queensland Reds aus Brisbane.
Für die Saison 2015 von Super Rugby wurde Tupou in die erweiterte Trainingsgruppe eingeteilt, bestritt für die Reds aber vorläufig noch keine Partien. Stattdessen kam er zunächst ab September 2015 für das Farmteam Queensland Country in der National Rugby Championship zum Einsatz. Sein Profidebüt bei den Reds gab er schließlich am 1. Juli 2016 gegen die Brumbies; als Einwechselspieler erzielte er einen Versuch, der aber die 24:43-Auswärtsniederlage nicht abwenden konnte. In der Saison 2017 setzte sich Tupou allmählich als Stammspieler bei den Reds, blieb aber auch weiterhin für Queensland Country tätig und gewann mit diesem Team den NRC-Meistertitel. 2019 galt er als einer der besten Pfeiler Australiens und verlängerte seinen Vertrag mit den Reds bis 2023.
Aufgrund der COVID-19-Pandemie musste die Saison 2020 von Super Rugby vorzeitig abgebrochen werden, wobei die Ersatzmeisterschaft Super Rugby AU an ihre Stelle trat. Tupou erreichte mit den Reds das Finale, das jedoch mit 23:28 gegen die Brumbies verloren ging. Im Finale der darauffolgenden Saison 2021 revanchierten sich die Reds mit einem 19:16-Sieg; in beiden Finalspielen gehörte Tupou der Startformation an. Im Februar 2023 gab der australische Verband bekannt, dass er auf den Beginn der Saison 2014 hin zu den Melbourne Rebels wechseln wird.

### Nationalmannschaft
Nationaltrainer Michael Cheika nominierte Tupou erstmals für die End-of-year Internationals 2016. Zwar war er zu diesem Zeitpunkt noch nicht für die australische Nationalmannschaft einsetzbar (dazu wäre ein drei Jahre lang ununterbrochener fester Wohnsitz in Australien erforderlich gewesen), doch er wurde mitgenommen, um Teil der Trainingsgruppe zu sein und erste internationale Erfahrungen zu sammeln. Ein Jahr später erfüllte er die Voraussetzungen und nahm an den End-of-year Internationals 2017. Sein erstes Test Match für die Wallabies bestritt er am 25. November 2017 als Einwechselspieler bei der 24:53-Auswärtsniederlage gegen Schottland. In der Folge war Tupou der bevorzugte Ersatzspieler für den erfahrenen Sekope Kepu und überzeugte durch seine guten Leistungen von der Bank aus. Er nahm an der Weltmeisterschaft 2019 teil und bestritt die Gruppenspiele gegen Georgien und Uruguay.
Nach der Weltmeisterschaft und dem Rücktritt Kepus etablierte sich Tupou auf seiner Position als Stammspieler der Wallabies. Allein im Jahr 2021 bestritt er 13 von 14 Test Matches. Im November 2022 erlitt er in einem Spiel gegen Irland eine Achillessehnenruptur. Es bestand die Befürchtung, dass er die Weltmeisterschaft 2023 verpassen würde, doch die Genesung verlief rascher als erwartet und Tupou konnte die WM-Vorbereitungsspiele bestreiten und wurde in den Kader aufgenommen. Sein 50. Test Match für Australien spielte er 9. September 2023 gegen Georgien in der ersten Runde der Gruppenphase.

## Erfolge
Queensland Country:
- Meister National Rugby Championship: 2017

Queensland Reds:
- Meisterschaftsfinalist Super Rugby AU: 2020
- Meister Super Rugby AU: 2021